# Caecilia dunni
Caecilia dunni és una espècie d'amfibi de la família Caeciliidae endèmica de l'Equador. que habita boscos tropicals o subtropicals humits i a baixa altitud, montans humits tropicals o subtropicals, plantacions, jardins rurals i zones prèviament boscoses ara molt degradades.